# 寒月一凍悪霊斬り 神州魑魅変異聞
『寒月一凍悪霊斬り 神州魑魅変異聞』（かんげついっとうあくりょうぎり しんしゅうすだまへんいぶん）は、谷恒生による伝記小説。『神州魑魅変』の登場人物の寒月一凍を主人公としたスピンオフ作品。

## あらすじ
元禄13年。江戸の人気絵草子書きの寒月一凍は、ある日、数人の浪人に襲われていた女性を助けたことから事件に巻き込まれてしまう。その女性は佐竹藩の腰元であり、寒月に「佐竹藩の秘密を預かってほしい」と謎のタロットカードを渡される。折りしも、江戸では佐竹藩御用達の商人の娘たちが次々に神隠しに遭い、さらに佐竹藩の重臣・武田甚内が謀殺される事件が起きていた。寒月は、成り行きで助けた甚内の娘・香織のために事件の首謀者を探すことになった。
事件の裏に、佐竹藩主の座を巡るお家騒動や吉原の大店・稲本楼の夢庵による人身売買があることを突き止めた寒月だったが、夢庵の手下・黄昏陰歳によって香織が連れ去らわれてしまった。寒月は香織を救うため、単身夢庵の屋敷に乗り込む。

## 登場人物
寒月 一凍（かんげつ いっとう）
江戸で人気の絵草子書き。元旗本で、鉄扇の使い手。偶然佐竹藩の腰元を助けたことで、佐竹藩のお家騒動を巡る事件に巻き込まれてしまう。
武田 香織（たけだ かおり）
佐竹藩江戸留守居役・武田甚内の娘。「父を殺したのは寒月」と吹き込まれ寒月を襲うが、誤解が解けた後は寒月の家に住み着き、父の仇討ちを果たそうとする。
麻蔵（あさぞう）
寒月の仲間の忍者。諸国を巡り様々な情報を集めている。
銀之助（ぎんのすけ）
情報屋。寒月を慕っており、寒月のために江戸の様々な情報を集めている。
染太郎（そめたろう）
芸妓。寒月に気があり、度々言い寄っている。芸者の世界の噂話を寒月に伝え、寒月に協力している。
稲本 夢庵（いなもと むあん）
稲本楼の主。幕閣や諸藩の重臣と関係を持ち、江戸の経済を牛耳っている。佐竹藩の米利権を手に入れるため、お家騒動に加担している。
数年前に既に死去しており、陰歳の奇術によって生きているかのように装われている。
黄昏 陰歳（たそがれ いんさい）
因果座の奇術師。奇術を用いて娘たちを連れ去り、南蛮へ売り飛ばしている。没落した武士の娘で、幼少の頃に稲本楼に売り飛ばされた過去を持ち、そのため武士を憎んでいる。
夢庵の死後は奇術を用いて「夢庵」を演じ江戸の経済を牛耳っている。香織を連れ去り南蛮に売り飛ばそうとしたが、寒月に射殺される。
紅（くれない）
陰歳の妹。姉と同じく奇術を用い、寒月たちを翻弄する。陰歳と共に取引相手の南蛮船に向かうが、駆け着けた高柳に御用となった。
源七（げんしち）
夢庵の手下。稲本楼の亡八者。陰歳と共に取引相手の南蛮船に向かうが、駆け着けた高柳に御用となった。
佐竹 義昭（さたけ よしあき）
佐竹藩主・義宣の弟。藩主の座を奪うため、夢庵と手を組む。陰歳の死後、寒月に捕えられ北町奉行所に引き渡されたことが、後日談として語られている。
一色 右京（いっしき うきょう）
佐竹藩江戸家老。義昭の側近として暗躍するが、本心では義昭を操って藩の実権を握ろうと画策している。
佐竹藩の米利権を手に入れるために夢庵に利用されており、用済みになった際、陰歳に毒殺される。
高柳 錬蔵（たかやなぎ れんぞう）
北町奉行所の同心。事件が起こると寒月を訪ね、事件の相談をしている。神隠し事件の捜査を担当している。
広斎（こうさい）
江戸で人気の女人画描き。寒月の友人で、夢庵ともかつて親交を持っていたが、口封じのため夢庵に射殺される。
芳兵衛（よしべえ）
徳文堂の版元。寒月の原稿取り立てを任されているが、期限を守らない寒月に振り回されている。

## 書誌情報
トクマ・ノベルズ版
- 谷恒生 『寒月一凍悪霊斬り 神州魑魅変異聞』徳間書店
  - 1988年3月発売 ISBN 978-4191536289

文庫版
- 谷恒生 『寒月一凍悪霊斬り』徳間書店
  - 1992年10月発売 ISBN 978-4195673287

## アニメ版
1989年に『寒月一凍悪霊斬り』（かんげついっとうあくりょうぎり）のタイトルで、OVAとしてアニメ化されている。同じくアニメ化されている『神州魑魅変』では、寒月一凍役は安原義人が、麻蔵役は村国守平が演じているが、本作ではそれぞれ別の声優が演じている。

### 声の出演
- 寒月一凍 - 井上和彦
- 武田香織 - 水谷優子
- 黄昏陰歳[1] - 鳳芳野
- 染太郎 - 佐々木るん
- 麻蔵 - 松本保典
- 銀之介 - 柏倉つとむ
- 芳兵衛 - 仲木隆司
- 高柳錬蔵 - 筈見純
- 紅、千鳥 - 滝沢久美子
- 武田甚内、佐竹義昭 - 福田信昭
- 一色右京 - 大滝進矢
- 源七 - 広瀬正志
- 広斎 - 増岡弘
- 稲本夢庵 - 田辺宏章
- 駕籠かきA - 長島雄一
- カワラ版売り - 山寺宏一
- 供侍 - 古田信幸

### スタッフ
- 製作 - 山下辰巳
- 企画 - 和田豊、尾形英夫
- プロデューサー - 吉田祥三、関正博
- アシスタントプロデューサー - 菊川章夫、大串京子
- 原作 - 谷恒生（トクマノベルス刊）
- 監督 - 出﨑哲
- 脚本 - 小出一巳
- 絵コンテ・演出 - 冨永恒雄
- キャラクターデザイン・作画監督 - 清水恵蔵
- 美術監督 - 池信孝
- 撮影監督 - 岡崎英夫 → 菅谷信行
- 音響監督 - 清水勝則
- 色指定 - 田崎有理
- 特殊効果 - 熊井芳貴
- 効果 - 野口透
- 編集 - 井上和夫、渡瀬祐子
- アニメーションプロデューサー - 松崎義之
- 音楽プロデューサー - 神井裕行
- 音楽 - 山中紀昌
- アニメーション制作 - マジックバス
- 製作 - 徳間ジャパン

### 主題歌
「レゲエでチャンバラ」
作詞 - 出崎魚 / 作曲 - KIM / 編曲・歌 - 山中紀昌